# Mount Simmonds
Mount Simmonds är ett berg i Antarktis. Det ligger i Östantarktis. Australien gör anspråk på området. Toppen på Mount Simmonds är 1 885 meter över havet.
Terrängen runt Mount Simmonds är kuperad åt nordost, men åt sydväst är den platt. Trakten är obefolkad. Det finns inga samhällen i närheten.